# Larry Karaszewski
Larry Karaszewski est un scénariste, producteur, réalisateur et acteur américain, né le 20 novembre 1961 à South Bend (Indiana).

## Filmographie

### Scénariste
N.B. : Larry Karaszewski a cosigné tous ses scénarios avec Scott Alexander. Les éventuels autres co-scénaristes sont indiqués entre parenthèses.
- 1990 : Junior le terrible (Problem Child) de Dennis Dugan
- 1994 : Ed Wood de Tim Burton
- 1996 : Larry Flynt (The People vs. Larry Flynt) de Miloš Forman
- 1997 : Le Nouvel Espion aux pattes de velours (That Darn Cat) de Bob Spiers (avec également Les Gordon et Bill Walsh)
- 1999 : Man on the Moon de Miloš Forman
- 2000 : Les Embrouilles de Will (Screwed) de lui-même et Scott Alexander
- 2003 : Cody Banks, agent secret (Agent Cody Banks) de Harald Zwart (avec également Ashley Miller)
- 2007 : Chambre 1408 de Mikael Håfström (avec également Matt Greenberg)
- 2013 : Percy Jackson : La Mer des monstres de Thor Freudenthal
- 2014 : Big Eyes de Tim Burton
- 2015 : Chair de poule, le film de Rob Letterman
- 2016 : American Crime Story (série TV)
- 2019 : Dolemite Is My Name de Craig Brewer

### Producteur
- 1993 : Junior le terrible (Problem Child) (série TV)
- 1995 : Junior le terrible 3 (Problem Child 3: Junior in Love) (TV)
- 2014 : Big Eyes de Tim Burton (coproducteur)
- 2016 : American Crime Story (série TV)

### Réalisateur
- 2000 : Les Embrouilles de Will (Screwed)

### Acteur
- 1968 : Beyond Our Control (série TV) : Ensemble (1977-1980)